# Katharina Huber (Regisseurin)
Katharina Huber (* 1985) ist eine deutsche Filmregisseurin.

## Leben
Huber studierte von 2006 bis 2012 an der Kunsthochschule für Medien Köln und anschließend mit einem Stipendium des DAAD am Royal College of Art in London. 
Mit Quimu Casalprim gründete sie 2014 die Filmproduktionsgesellschaft Studio Huber Casalprim. Diese realisierte 2018 Casalprims halbdokumentarischen Essay-Film Out of the Gardens. Ihren ersten fiktionalen Film Ein schöner Ort (A good place) produzierte Huber unter Acker Film. 
Huber lebt und arbeitet  in Köln.

## Auszeichnungen (Auswahl)
Der Animationsfilm Der Natürliche Tod der Maus (The natural death of a mouse) erhielt 2020 in der Kategorie „bis 30 Minuten“ den Deutschen Kurzfilmpreis in Gold und war Gewinner in der Kategorie 
„Animation Avantgarde“ der 18. Vienna Shorts. Für ihren Beitrag Ein Schöner Ort (A good place) wurde Huber vom Locarno Film Festival 2023 als beste Nachwuchsregisseurin ausgezeichnet.

## Filmografie
- 2009: Im Zimmer; 10 Min.
- 2011: Der Sammler; 5 Min.
- 2012: Tangram; 10 Min.
- 2014: No Signal; 6 Min.
- 2014: Stone Age; 5 Min.
- 2018: Out of the Gardens; 82 Min. (Koproduzentin)
- 2020: Der Natürliche Tod der Maus; 21 Min.
- 2023: Ein Schöner Ort; 108 Min (Premiere am Locarno Film Festival)